# North Haven (Connecticut)
North Haven és una població dels Estats Units a l'estat de Connecticut. Segons el cens del 2005 tenia 23.908 habitants.

## Demografia
Segons el cens del 2000, North Haven tenia 23.035 habitants, 8.597 habitatges, i 6.490 famílies. La densitat de població era de 428,2 habitants/km².
Dels 8.597 habitatges en un 31% hi vivien nens de menys de 18 anys, en un 64,2% hi vivien parelles casades, en un 8,1% dones solteres, i en un 24,5% no eren unitats familiars. En el 21% dels habitatges hi vivien persones soles el 10,9% de les quals corresponia a persones de 65 anys o més que vivien soles. El nombre mitjà de persones vivint en cada habitatge era de 2,65 i el nombre mitjà de persones que vivien en cada família era de 3,1.
Per edats la població es repartia de la següent manera: un 22,6% tenia menys de 18 anys, un 5,6% entre 18 i 24, un 27,2% entre 25 i 44, un 26,1% de 45 a 60 i un 18,6% 65 anys o més.
L'edat mediana era de 42 anys. Per cada 100 dones de 18 o més anys hi havia 89,7 homes.
La renda mediana per habitatge era de 65.703 $ i la renda mediana per família de 73.041 $. Els homes tenien una renda mediana de 50.843 $ mentre que les dones 36.063 $. La renda per capita de la població era de 31.870 $. Aproximadament el 2,3% de les famílies i el 3,5% de la població estaven per davall del llindar de pobresa.

## Poblacions més properes
El següent diagrama mostra les poblacions més properes.